# Coccophagus flavifrons
Coccophagus flavifrons is een vliesvleugelig insect uit de familie Aphelinidae. De wetenschappelijke naam is voor het eerst geldig gepubliceerd in 1885 door Howard.